# Hippotion celerio
Hippotion celerio, com o nome comum de esfinge-da-videira, é uma borboleta nocturna da família dos esfingídeos.
Para protecção, a lagarta tem um espigão negro na estremidade posterior e um aspecto temível, com grandes "olhos" amarelos azulados no dorso. O característico espigão da lagarta é uma formação comprida inofensiva.
As lagartas desta espécie alimentam-se de folhas de vinha, de trepadeiras mas também de outras espécies de plantas como epilóbiuns (Epilobium spp.), ansarinas (Linaria spp.) e amores-do-hortelão (Galium spp.).

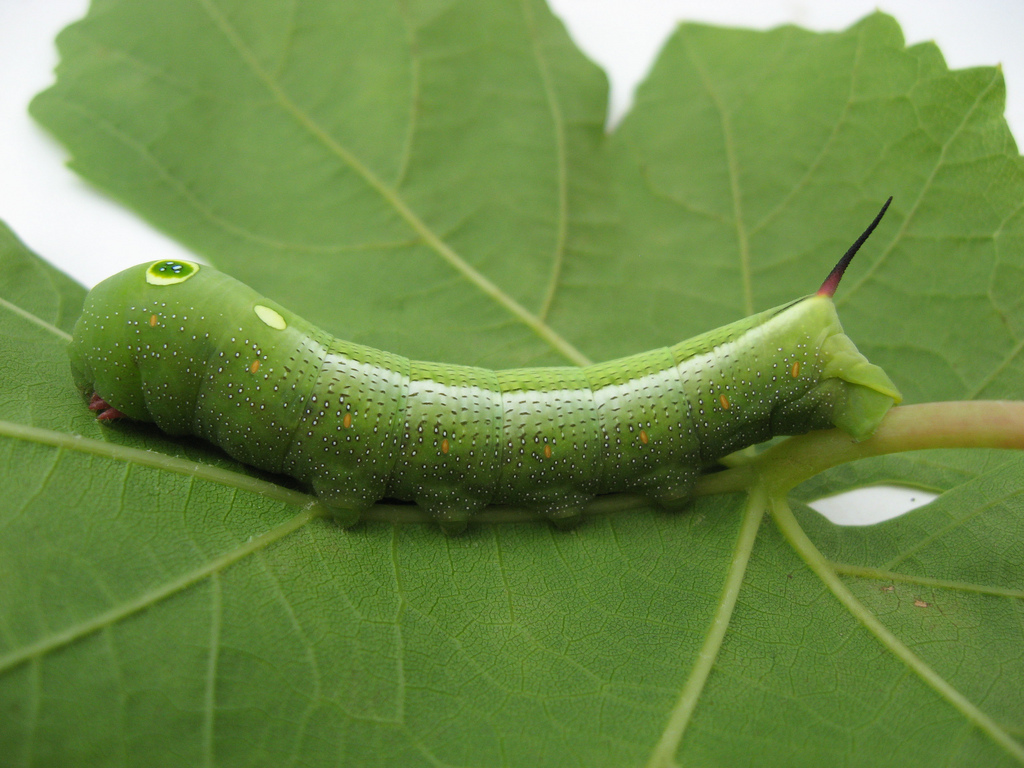
A lagarta
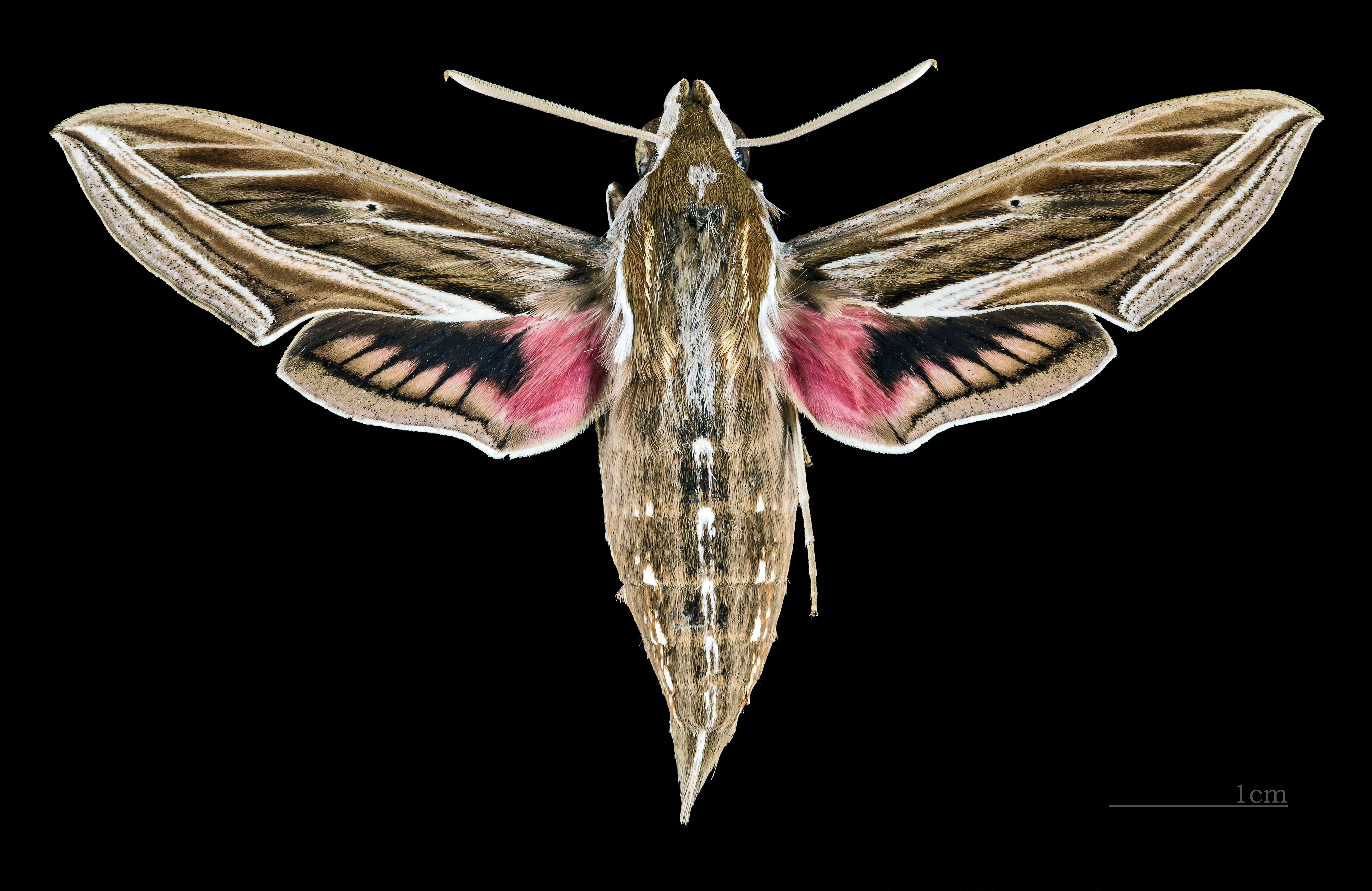
Hippotion celerio ♂
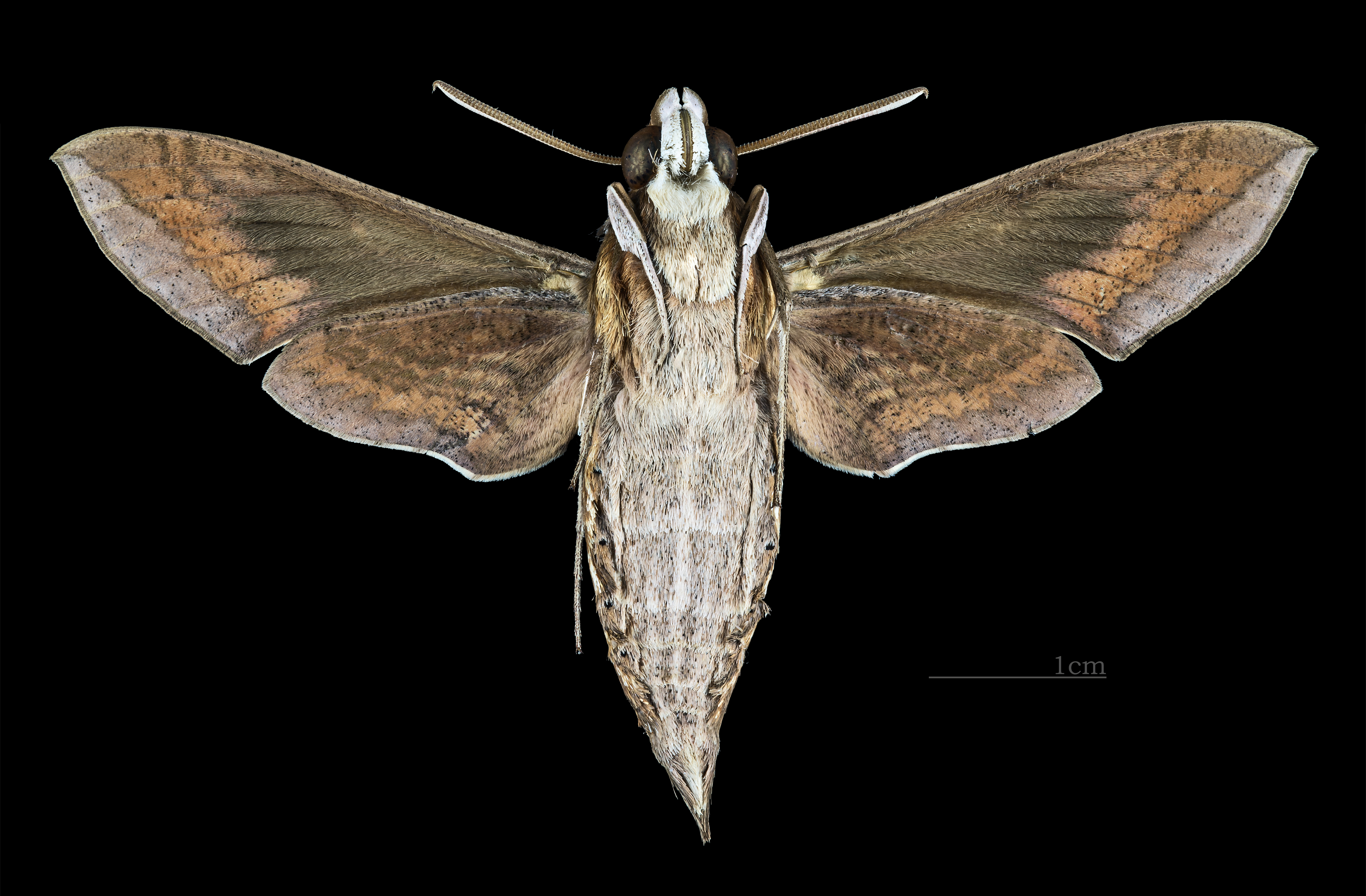
Hippotion celerio ♂ △
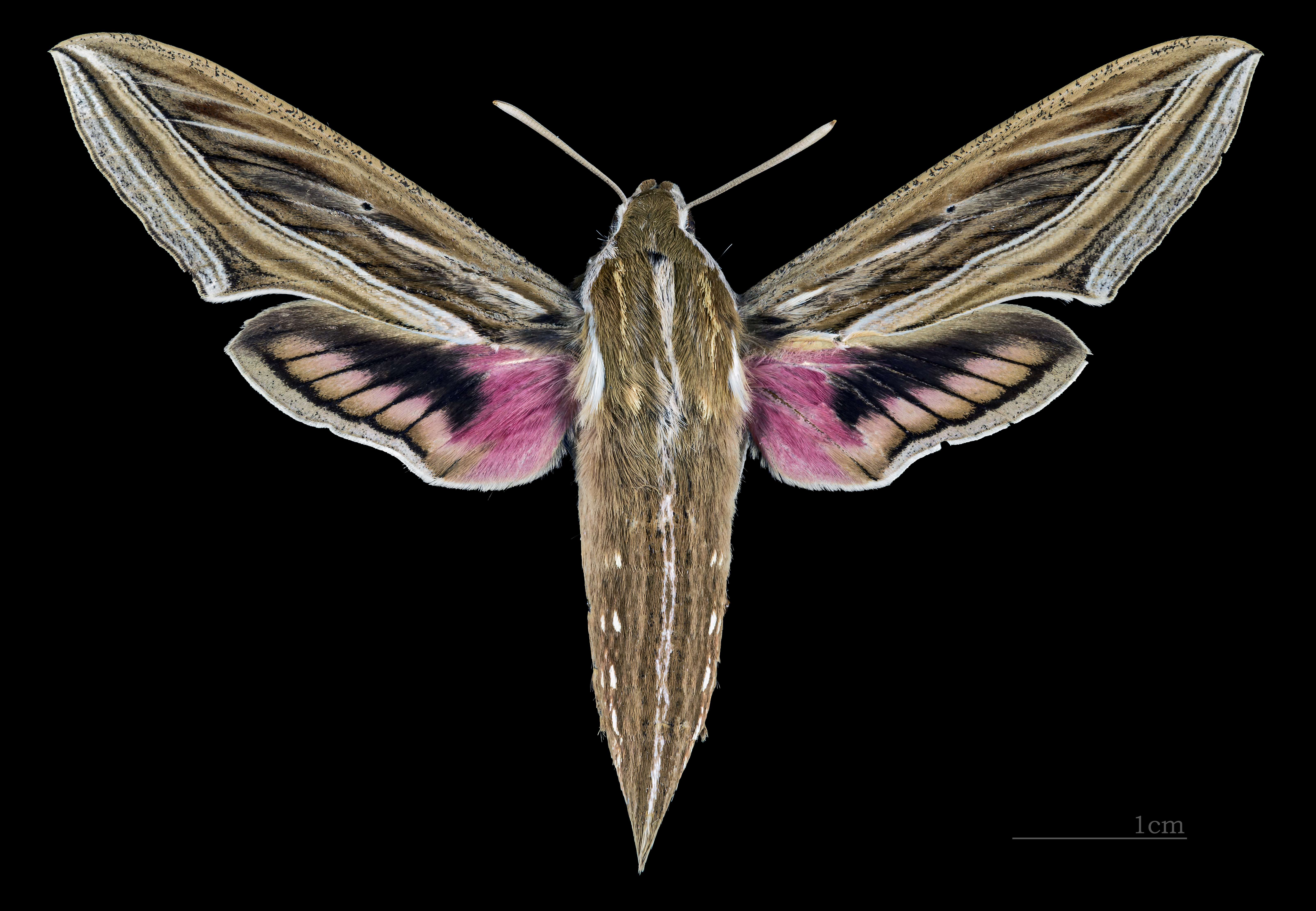
Hippotion celerio ♀
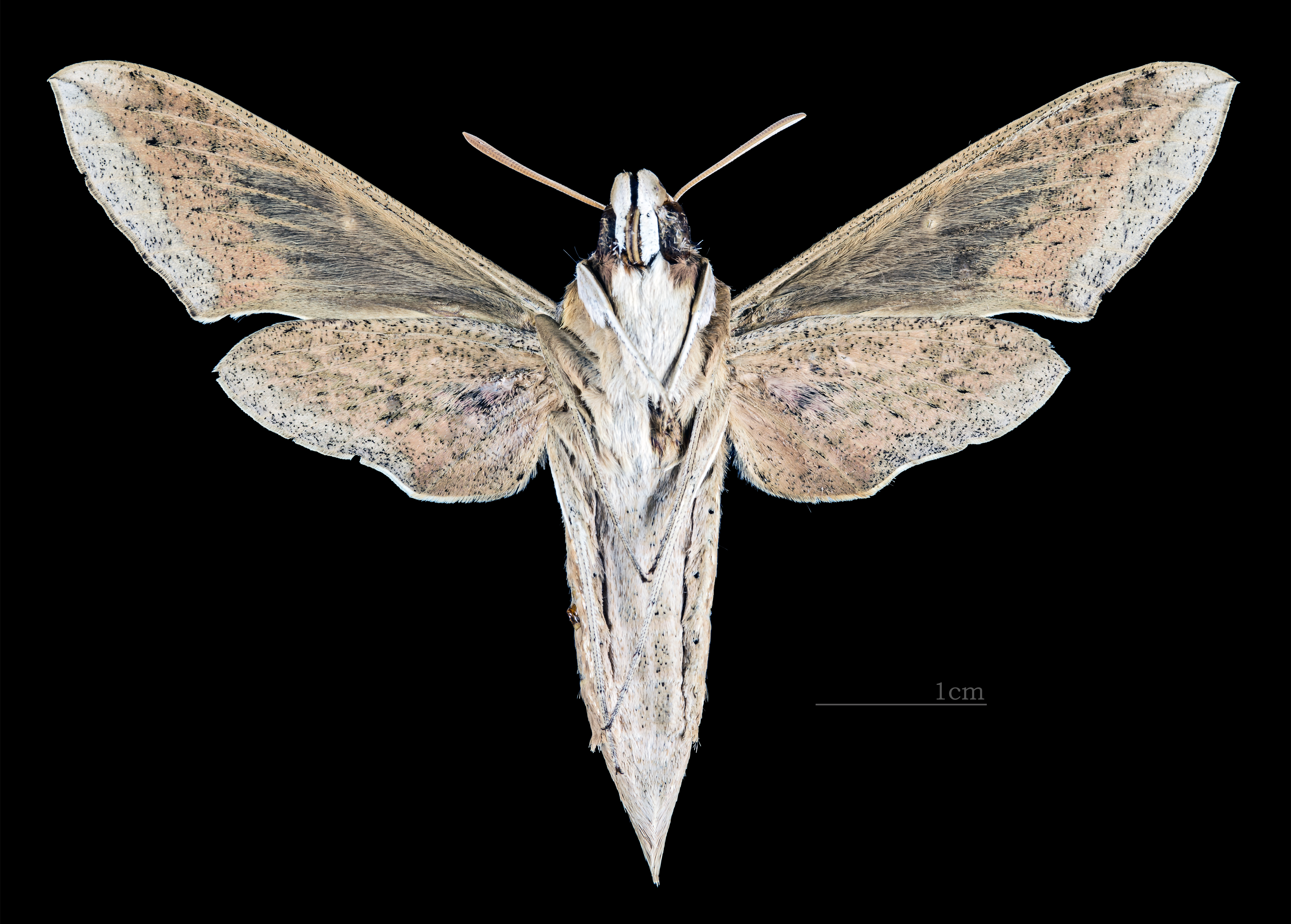
Hippotion celerio ♀ △